# Леонидовка (железнодорожная станция, Пензенская область)
 Леонидовка  — железнодорожная станция Пензенского района Пензенской области. Административный центр Леонидовского сельсовета.

## География
Находится в центральной части Пензенской области на расстоянии приблизительно 10 км на восток от областного центра города Пенза.

## История
Станция и поселок при ней основаны в 1874 году. В 1930 году 71 хозяйство. В 1955 году бригада колхоза «Свобода». В послевоенные годы недалеко от села был размещен один из самых мощных в мире арсеналов боевых отравляющих веществ. Работал завод по их обезвреживанию. В 2004 году 346 хозяйств.

## Население
| 1926  | 1930 | 1939 | 1959  | 1979  | 1989  | 2002  |
| ----- | ---- | ---- | ----- | ----- | ----- | ----- |
| 311   | ↘215 | ↗232 | ↗1495 | ↘1431 | ↗1634 | ↘1497 |
| 2010  |      |      |       |       |       |       |
| ↗2456 |      |      |       |       |       |       |